# Acraea fumidae
Acraea fumidae är en fjärilsart som beskrevs av Eltringham 1912. Acraea fumidae ingår i släktet Acraea och familjen praktfjärilar. Inga underarter finns listade i Catalogue of Life.